# Luda
Luda（： Luda，1997年2月6日—），本名為純韓文字名，即李Luda（： Lee Lu Da），韓國女歌手與演員，女子音樂團體宇宙少女成員，在隊內擔任副唱。2020年10月7日以宇宙少女小分隊CHOCOME隊長身份發行首張單曲《Hmph! (흥칫뿡)》出道。現為經紀公司iHQ旗下的演員。

## 經歷

### 2016年：以宇宙少女出道
2月25日，以宇宙少女身份出道。

### 2018年：企划组合“宇宙Meki”
5月2日在官方帳號宣布加入企劃組合宇宙Meki，并于6月出道。

### 2020年：宇宙少女子团体Chocome
10月7日，随宇宙少女子团“Chocome”发行子团首张单曲《Hmph (흥칫뿡)》。

### 2023年：合約到期不續約
3月3日，Luda與所屬的經紀公司STARSHIP娛樂合約到期不續約。但是，Luda和其他成員一直也有表示，宇宙少女永遠也是十個人的。
4月17日，與經紀公司iHQ簽訂專屬合約，並往演員發展。

## 音乐作品

### 原声带
| 专辑 #                               | 专辑资料                                             | 曲目                                    |
| 《DUNIA：初次遇见的世界》 OST Part 2 | 《Dreamland》 - 发行日期：2018年8月12日 - 语言：韩语 | 曲目 1. Dreamland 2. Dreamland（Inst.） |

## 影视作品

### 电视剧
| 年份 | 电视台 | 剧名           | 角色     | 性质 | 集数 |
| 2017 | TvN    | 芝加哥打字機   | 宇宙少女 | 客串 | 3    |
| 2017 | KBS2   | 最佳的一擊     | 练习生   | 客串 | 4、6 |
| 2025 | MBC    | 吞噬太陽的女子 | 白微笑   |      |      |

網劇
| 年份 | 剧名                             | 角色   | 性质       | 集数 |
| 2022 | 《致我X一樣的20歲》 My X-Like 20 | 裴努利 | 第二女主角 | 全集 |
| 2022 | 《鄰家麵屋》                     | 姜端雅 | 女主角     | 全集 |

### 主持
| 播出日期                  | 电视台  | 节目名称                                           | 备注                         |
| 2017年5月21日             | Mnet    | KCON Japan 2017                                    | 特別MC，与苞娜、恩熙共同主持 |
| 2017年7月20日             | Mnet    | M Countdown                                        | 特別MC，与苞娜共同主持       |
| 2018年4月28日             | 不適用  | 2018皇室战争职业联赛亚洲赛区（韩国、日本、东南亚） | MC                           |
| 2018年5月5日              | 不適用  | 2018皇室战争职业联赛亚洲赛区（韩国、日本、东南亚） | MC                           |
| 2018年5月25日             | 不適用  | 2018皇室战争职业联赛亚洲赛区（韩国、日本、东南亚） | MC                           |
| 2018年5月26日             | 不適用  | 2018皇室战争职业联赛亚洲赛区（韩国、日本、东南亚） | MC                           |
| 2018年5月27日             | 不適用  | 2018皇室战争职业联赛亚洲赛区（韩国、日本、东南亚） | MC                           |
| 2018年6月1日              | 不適用  | 2018皇室战争职业联赛亚洲赛区（韩国、日本、东南亚） | MC                           |
| 2018年6月2日              | 不適用  | 2018皇室战争职业联赛亚洲赛区（韩国、日本、东南亚） | MC                           |
| 2018年6月3日              | 不適用  | 2018皇室战争职业联赛亚洲赛区（韩国、日本、东南亚） | MC                           |
| 2018年7月7日              | 不適用  | 2018皇室战争职业联赛亚洲赛区（韩国、日本、东南亚） | MC                           |
| 2018年7月15日             | 不適用  | 2018皇室战争职业联赛亚洲赛区（韩国、日本、东南亚） | MC                           |
| 2018年10月2日             | SBS MTV | THE SHOW                                           | 特別MC                       |
| 2018年11月13日 - 12月23日 | OGN     | Gamedolympic                                       | 助理MC                       |

### 固定出演节目
| 播出日期                 | 电视台    | 节目名称              | 节目类型           | 备注                   |
| 2018年6月3日 - 9月23日   | MBC       | DUNIA：初次遇見的世界 | 假想世界生存节目   |                        |
| 2018年9月6日 - 10月25日  | Mnet      | 家訪老師              | 课外辅导教育真人秀 | 担任自然科學及数学老师 |
| 2018年10月5日 - 12月14日 | YouTube   | INNA Beauty           | 美妆节目           | 固定MC                 |
| 2022年9月2日 - 11月5日   | KBS WORLD | Boss Pet              | 寵物真人秀         |                        |

### 其它参演节目
| 年份   | 播出日期 | 电视台   | 节目名称                 | 备注                                         |
| 2017年 | 3月4日   | SBS      | Game show遊戲樂樂        | 《现在圈饭吧》环节代班MC                     |
| 2017年 | 8月19日  | SBS      | Game show遊戲樂樂        | 《现在圈饭吧》环节代班MC                     |
| 2017年 | 9月8日   | SBS      | Game show遊戲樂樂        | 《希澈游戏团》环节                           |
| 2017年 | 9月16日  | SBS      | Game show遊戲樂樂        | 《现在圈饭吧》环节代班MC、《希澈游戏团》环节 |
| 2017年 | 9月23日  | SBS      | Game show遊戲樂樂        | 《希澈游戏团》环节                           |
| 2017年 | 10月14日 | SBS      | Game show遊戲樂樂        | 《希澈游戏团》环节                           |
| 2017年 | 10月21日 | SBS      | Game show遊戲樂樂        | 《希澈游戏团》环节                           |
| 2017年 | 10月28日 | SBS      | Game show遊戲樂樂        | 《希澈游戏团》环节                           |
| 2018年 | 7月2日   | Lifetime | Up!Pretty                | 与延靜共同出演                               |
| 2018年 | 10月1日  | KBS2     | 大國民脫口秀-你好        | 与苞娜共同出演                               |
| 2018年 | 10月17日 | Celuv.TV | I’m Celuv                | 与雪娥、秀份、夏天、延靜共同出演             |
| 2018年 | 10月21日 | tvN      | 喜劇大聯盟               | 特別MC                                       |
| 2018年 | 10月30日 | KBS2     | 1 VS 100                 | 与恩熙、多榮共同出演                         |
| 2018年 | 11月6日  | KBS2     | 1 VS 100                 | 与恩熙、多榮共同出演                         |
| 2019年 | 1月12日  | tvN      | 驚人的週六               | 与多榮共同出演                               |
| 2019年 | 6月15日  | tvN      | 驚人的週六               |                                              |
| 2019年 | 7月30日  | JTBC 2   | 擺場女3                  | 與秀斌、恩熙、多榮、延靜                     |
| 2020年 | 10月11日 | MBC      | 《神秘音樂秀：蒙面歌王》 | 多榮共同出演                                 |
| 2020年 | 10月22日 | KBS2     | 《Two Face》             |                                              |
| 2021年 | 10月24日 | SBS      | 《Running Man》          | EP576                                        |

### 网络直播
| 首次播出日期   | 直播平台 | 直播主题             | 至今集数 | 直播成员   | 备注                                                                   |
| 2017年12月18日 | VLive    | Luda的长高高伸展教室 | 4        | Luda       | 友情客串：延静（第2集）                                                |
| 2018年5月2日   | VLive    | 宇宙Meki限定直播     | 3        | 雪娥、Luda | 限定团体宇宙Meki直播，另外两位成员为Weki Meki的有情、度延，第3集为躺播 |

## 獎項
| 年份 | 受賞式            | 獎項                 | 提名項目                  | 結果 |
| 2018 | 韓國第一品牌大賞  | 女偶像綜藝人         | 《DUNIA：初次遇見的世界》 | 提名 |
| 2018 | MBC演藝大獎       | 綜藝部門──女子新人獎 | 《DUNIA：初次遇見的世界》 | 提名 |
| 2018 | MBC偶像明星運動會 | 女子400米接力        | 不適用                    | 金牌 |
| 2019 | MBC偶像明星運動會 | 女子400米接力        | 不適用                    | 金牌 |
| 2019 | MBC偶像明星運動會 | 女子400米接力        | 不適用                    | 银牌 |
| 2020 | MBC偶像明星運動會 | 女子400米接力        | 不適用                    | 铜牌 |

## 外部連結
- LUDA OFFICIAL HOMEPAGE
- Luda的Instagram帳戶
- 宇宙少女的Facebook專頁
- 宇宙少女的新浪微博
- 宇宙少女的X（前Twitter）
- 宇宙少女的Instagram帳戶
- 宇宙少女 （页面存档备份，存于）的Daum Cafe